# Daedalochila auriculata
Daedalochila auriculata är en snäckart som först beskrevs av Thomas Say 1818.  Daedalochila auriculata ingår i släktet Daedalochila och familjen Polygyridae. Inga underarter finns listade i Catalogue of Life.